# Parougia batia
Parougia batia är en ringmaskart som först beskrevs av Jumars 1974.  Parougia batia ingår i släktet Parougia och familjen Dorvilleidae. Inga underarter finns listade i Catalogue of Life.